# Ahmed Shambih
Ahmed Shambih (Arabic:أحمد شمبيه) (sinh ngày 20 tháng 12 năm 1993) là một cầu thủ bóng đá người Các Tiểu vương quốc Ả Rập Thống nhất. Hiện tại anh thi đấu cho Al Nasr.